# پاشنه
پاشنه (به انگلیسی: Heel) بخشی از پا است . عظم عقب . استخوان جزء مؤخر قدم . استخوانی درشت و کوتاه که تکیه ٔ آدمی و دیگر حیوان گاه قیام بر آن بود. عقب کفش . آنجایی از کفش که پاشنه ٔ آدمی بر آن آید. قسمتی از بُن در که بر زمین یا بگوشه ٔ زیرین چارچوب فرورود و دَر بر آن گردد. و در تفنگ، ماشه
استخوان اصلی پاشنه کالکانئوس است .